# Валени (Баја де Криш)
Валени (рум. Văleni) насеље је у Румунији у округу Хунедоара у општини Баја де Криш. Oпштина се налази на надморској висини од 246 m.

## Становништво
Према подацима из 2011. године у насељу је живело 20 становника.